# Eberbach-Seltz
Eberbach-Seltz – miejscowość i gmina we Francji, w regionie Grand Est, w departamencie Dolny Ren.
Według danych na rok 1990 gminę zamieszkiwało 311 osób, 75 os./km².